# Euthanasie in Nederland
Euthanasie in Nederland is geregeld in de Wet toetsing levensbeëindiging op verzoek en hulp bij zelfdoding. De wet is met een parlementaire meerderheid van D66, VVD en PvdA vastgesteld op 12 april 2001. Een jaar later traden de wetsregels in werking, op 1 april 2002. De wet geldt voor levensbeëindiging op verzoek (in de MvT ook euthanasie genoemd) en hulp bij zelfdoding, beide op uitdrukkelijk verzoek van de patiënt zélf. Euthanasie en hulp bij zelfdoding zijn voor een arts onder voorwaarden niet strafbaar (artikel 293 en 294 Wetboek van Strafrecht). De nog veelgebruikte, maar controversiële term zelfmoord komt in de wet en de MvT niet voor.

## Statistische gegevens
In 2022 stierven in Nederland 8720 mensen door euthanasie en hulp bij zelfdoding: een stijging van 14% ten opzichte van het voorgaande jaar. Ongeveer 60% van de casussen had kanker. In 80% van de gevallen werd de euthanasie dan wel hulp bij zelfdoding door de huisarts uitgevoerd en in 80% overleed de patiënt thuis. Euthanasie en hulp bij zelfdoding maken 5,1% van de totale sterfte in Nederland uit.

## Berechtingen euthanasie in Nederland

### Voor 2002

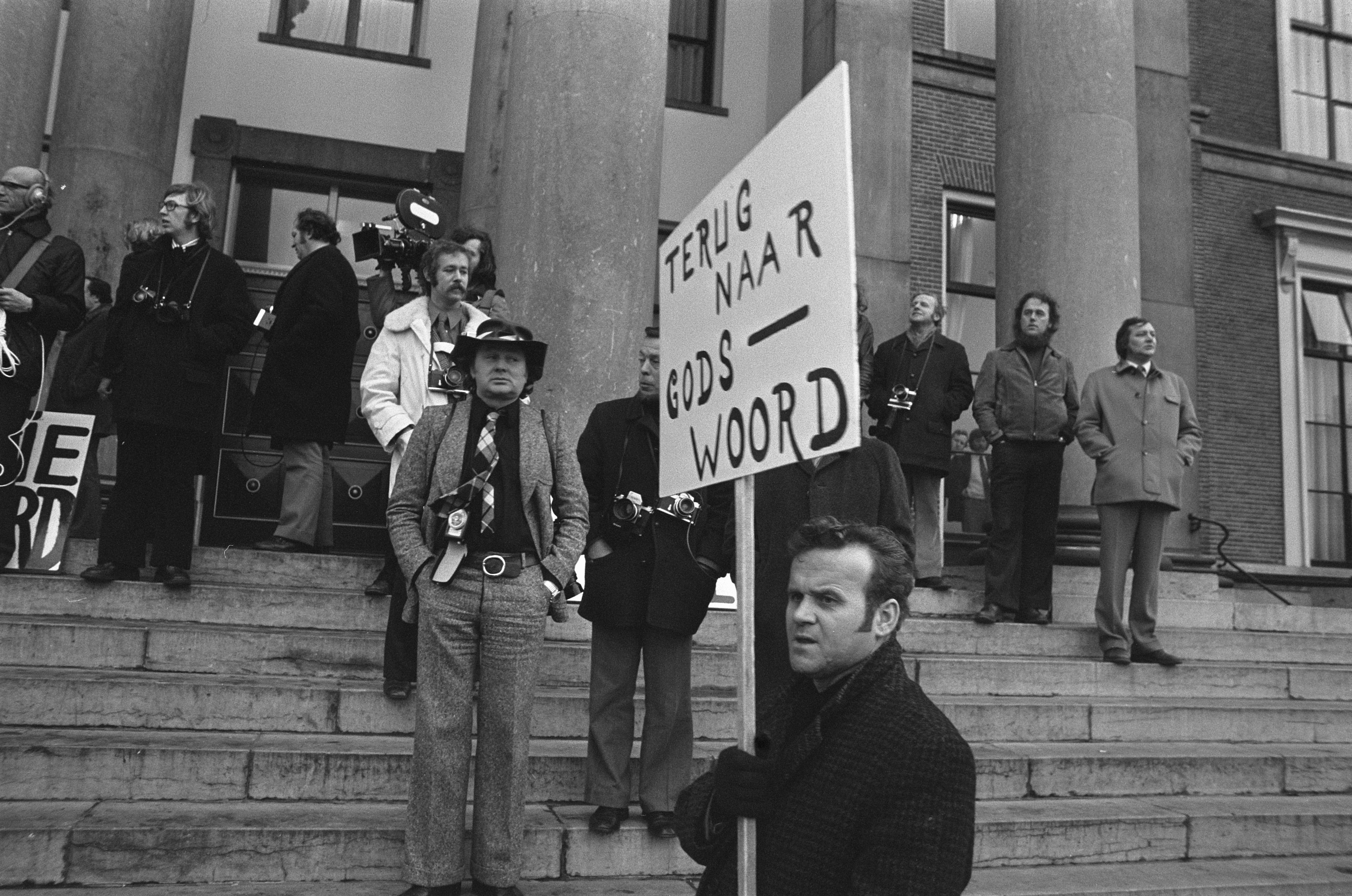
Euthanasie-proces begonnen tegen mevrouw Postma in Leeuwarden, demonstranten met protestborden, 1973

De eerste berechting van een geval van euthanasie was op 11 maart 1952, in Utrecht, waar een arts op 10 februari 1951 zijn broer op diens verzoek had gedood. De arts werd veroordeeld tot een gevangenisstraf van één jaar voorwaardelijk met een proeftijd van één jaar. Dit vonnis werd in hoger beroep bekrachtigd. Toch barstte de maatschappelijke discussie pas echt los na de veroordeling van huisarts Truus Postma in 1973 in het zogenaamde 'Leeuwarder euthanasieproces'.
De Nederlandse auteurs Andreas Burnier en Chris Rutenfrans publiceerden in dit maatschappelijk debat het pamflet Mag de dokter doden? (1986).

### Sinds 2002
Zo is in de rechtszaak over oud-PvdA-senator Brongersma (1911-1998) bepaald dat een arts geen hulp bij zelfdoding mag verlenen aan een patiënt die "klaar met leven" is als het lijden van die patiënt niet in overwegende mate bepaald is door een medisch classificeerbare aandoening. Critici pleitten dat dit arrest van de Hoge Raad niet goed zou aansluiten bij de medische praktijk, waarin een dergelijk onderscheid tussen patiënten met en zonder medisch classificeerbare aandoening niet zo duidelijk te maken is. In december 2004 verscheen hierover een advies van de commissie Dijkhuis van de Koninklijke Nederlandsche Maatschappij tot bevordering der Geneeskunst "Op zoek naar normen voor het handelen van artsen bij vragen om hulp bij levensbeëindiging in geval van lijden aan het leven". Door kerken en CDA-Kamerlid Ormel werd er afwijzend gereageerd op het KNMG-advies.
In 2008 hielp Albert Heringa zijn 99-jarige moeder met sterven door haar allerlei pillen te geven. In hoger beroep werd hij later uiteindelijk ontslagen van vervolging, omdat hij volgens het gerechtshof zich kon beroepen op een noodtoestand. Na een terugwijzing van de zaak naar het gerechtshof door de Hoge Raad, is Heringa in 2018 veroordeeld door het gerechtshof te 's-Hertogenbosch. De NOS: "Het gerechtshof in Den Bosch heeft de 76-jarige Albert Heringa schuldig bevonden aan hulp bij zelfdoding van zijn moeder. Hij krijgt daarvoor een voorwaardelijke celstraf van zes maanden."
In 2018 werd een op dat tijdstip inmiddels voormalig arts vervolgd.
Op 21 april 2020 deed de Hoge Raad uitspraak in een zaak waarin een verpleeghuisarts euthanasie toepaste op een dementerende vrouw. Zij had een wilsverklaring opgesteld waarin ze stelde dat ze euthanasie wil indien ze ernstig dement zou worden en opgenomen zou moeten worden in een verpleeghuis. Op het moment van de euthanasie was ze niet meer wilsbekwaam om haar voornemen te bevestigen. Eerder al sprak de rechtbank de verpleeghuisarts vrij. Het Openbaar Ministerie ging niet in hoger beroep. De cassatiezaak betrof cassatie in het belang der wet. De Hoge Raad bevestigde daarin de uitspraak van de rechtbank. Naast de eerdere zaak bij de rechtbank liep er een tuchtzaak bij het Centraal Tuchtcollege voor de Gezondheidszorg (CTG). Hierin had het CTG geoordeeld dat de arts niet heeft voldaan aan alle zorgvuldigheidseisen en een waarschuwing opgelegd. De Hoge Raad vernietigde deze uitspraak tegelijkertijd.

## Toekomstgerichte euthanasiewens
Iedereen van 16 jaar en ouder kan een euthanasieverklaring opstellen, voor het geval hij wilsonbekwaam wordt (dat wil zeggen: niet langer in staat is een verzoek om bijvoorbeeld euthanasie te uiten). Hierover zegt de wet: "Indien de patiënt van zestien jaren of ouder niet langer in staat is zijn wil te uiten, maar voordat hij in die staat geraakte tot een redelijke waardering van zijn belangen ter zake in staat werd geacht, en een schriftelijke verklaring, inhoudende een verzoek om levensbeëindiging, heeft afgelegd, dan kan de arts aan dit verzoek gevolg geven."
Toekomstgerichte euthanasieverzoeken worden gedaan door mensen met een toekomstgerichte euthanasiewens. Zij willen voorkomen dat zij moeten voortleven in een situatie die ze als ondraaglijk en uitzichtloos bestempelen. Bijvoorbeeld verlamd en van hun spraak beroofd na een hersenbloeding. Omdat ze dan niet meer in de gelegenheid zijn daar bewust om te vragen, praten ze er alvast met hun huisarts over of zetten ze hun euthanasieverzoek op schrift. Zo'n schriftelijke wilsverklaring, ook wel euthanasieverklaring genoemd, wordt in de wet erkend als legitiem verzoek om euthanasie. Dat is met name van belang in die situaties waarin patiënten hun verzoek niet meer zelf (mondeling of in gebaren) kenbaar kunnen maken, bijvoorbeeld door ernstige dementie of hersenletsel. De arts moet zich in zo'n geval ervan vergewissen dat de situatie zoals bedoeld in de wilsverklaring inderdaad van toepassing is, naast de algemene zorgvuldigheidseisen voor euthanasie, zoals de beoordeling van het lijden van de patiënt.

## Euthanasieverzoek door de patiënt
De meeste verzoeken om euthanasie zijn afkomstig van mensen die ondraaglijk en uitzichtloos lijden en die een zelfgekozen dood als de enige uitweg beschouwen. Het lijden zal vrijwel altijd lichamelijk van aard zijn. In meer dan 80% gaat het om kankerpatiënten die in de laatste fase van hun ziekte om hulp vragen.
Het verzoek om euthanasie mag niet onder druk of invloed van anderen worden gedaan of het gevolg zijn van een psychische stoornis. De patiënt moet volledig inzicht hebben in zijn ziekte, het waarschijnlijke verloop ervan en de bestaande behandelingsmogelijkheden.

## Zorgvuldigheidseisen
In Nederland is euthanasie in principe strafbaar. Echter, wanneer een arts euthanasie uitvoert en dit meldt en daarbij voldoet aan een aantal zorgvuldigheidseisen (artikel 293, tweede lid, Wetboek van Strafrecht) kan hij een beroep doen op de bijzondere strafuitsluitingsgrond. Deze zorgvuldigheidseisen zijn gespecificeerd in de Wet toetsing levensbeëindiging op verzoek en hulp bij zelfdoding (artikel 2) en houden in dat de arts:
1. de overtuiging heeft gekregen dat er sprake was van een vrijwillig en weloverwogen verzoek van de patiënt,
2. de overtuiging heeft gekregen dat er sprake was van uitzichtloos en ondraaglijk lijden van de patiënt,
3. de patiënt heeft voorgelicht over de situatie waarin deze zich bevond en over diens vooruitzichten,
4. met de patiënt tot de overtuiging is gekomen dat er voor de situatie waarin deze zich bevond geen redelijke andere oplossing was,
5. ten minste één andere, onafhankelijke arts heeft geraadpleegd, die de patiënt heeft gezien en schriftelijk zijn oordeel heeft gegeven over de zorgvuldigheidseisen, bedoeld in de onderdelen 1 tot en met 4, en
6. de levensbeëindiging of hulp bij zelfdoding medisch zorgvuldig heeft uitgevoerd.

De betreffende Nederlandse Regionale Toetsingscommissie toetst of aan de eisen is voldaan.
Zie ook de gebruikte methodes en euthanatica.

## Het 'recht' om te sterven
In Nederland bestaat geen "recht" op euthanasie. De beslissing om aan een euthanasieverzoek te voldoen is aan de behandelende arts. Een arts heeft tegenover zijn patiënt twee verplichtingen:
- zijn gezondheid te bevorderen en lijden te verlichten of weg te nemen;
- geen schade te doen ("primum non nocere").

De tweede verplichting staat tegenover de wens om euthanasie van de patiënt, wat opgevat kan worden als 'schade toebrengen'. Artsen mogen daarom weigeren een euthanasieverzoek in te willigen. Ook verpleegkundigen of apothekers mogen weigeren mee te werken aan (de voorbereidingen van) euthanasie. Zorgverleners kunnen wegens hun weigering niet worden vervolgd. De wet wil juist waarborgen dat een arts niet in strijd met zijn eigen geweten hoeft te handelen. Wel zal een afwijzende arts de patiënt moeten doorverwijzen naar een collega die bij het verzoek geen gewetensbezwaren heeft. Uiteraard blijft het dan noodzakelijk aan de zorgvuldigheidseisen te voldoen zoals boven beschreven.

## Minderjarigen
Een minderjarige vanaf twaalf jaar kan een verzoek om euthanasie of hulp bij zelfdoding doen. Maar een beslissing wordt niet buiten de ouders om genomen. De euthanasiewet onderscheidt twee leeftijdscategorieën:
- bij minderjarige patiënten van 12 tot 16 jaar is instemming van de ouders of voogd vereist;
- 16- en 17-jarigen nemen de beslissing in beginsel zelfstandig, maar hun ouders of voogd moeten wel in de besluitvorming worden betrokken.

## Aanverwante zaken
Een arts moet een eis van de patiënt tot het staken of niet instellen van een medische behandeling respecteren.
Het afzien door een arts van een zinloze medische behandeling behoort tot normaal medisch handelen.

## Nieuwe richtlijn in Nederland augustus 2012
In Nederland hebben artsen en apothekers gezamenlijk een nieuwe richtlijn Uitvoering euthanasie en hulp bij zelfdoding laten verschijnen. Deze richtlijn is de opvolger van de Standaard Euthanatica. In de nieuwe richtlijn is thiopental vervangen door propofol.

## Tegenstand
Volgens diverse opinieonderzoeken de afgelopen decennia, is circa driekwart van de Nederlanders voorstander van euthanasie. Ruim vijftien procent van de bevolking twijfelt, weet het niet of verzet zich tegen een euthanasieregeling in Nederland.
Een deel van deze groep ziet de euthanasiepraktijk als een immorele daad, waarbij de mens zichzelf van het leven berooft of laat beroven.
De Italiaanse minister Carlo Giovanardi leverde in maart 2006 kritiek op de Nederlandse euthanasiepraktijk. Giovanardi wees op het Groningen-protocol, waarin wordt bepaald aan welke regels kinderartsen zich moeten houden wanneer ze het leven van (volgens hen ernstig) gehandicapte pasgeborenen willen beëindigen. Giovanardi verklaarde: „Vorig jaar zijn er in Nederland duizend kleine kinderen overleden. Zeshonderd daarvan zijn gedood door middel van euthanasie. Volgens de artsen waren die kinderen het niet waard te leven. Ik vind dat zo verkeerd, dat ik het mijn plicht vind om daar iets van te zeggen.” De beschuldigingen van de Italiaanse minister over "nazipraktijken" en "kinder-euthanasie" in Nederland leidde tot internationale politieke opschudding. De Nederlandse regering reageerde ontstemd op Giovanardi's uitlatingen en minister van Buitenlandse Zaken Bot riep de Italiaanse ambassadeur in Nederland bij zich. Giovanardi zag geen redenen om excuses aan te bieden. Hij zou op persoonlijke titel hebben gesproken en niet namens de regering Berlusconi. Premier Balkenende nam met de verklaring genoegen en beschouwde de kwestie als afgedaan.

## Mogelijk geval van niet in acht nemen van de zorgvuldigheidseisen door huisarts
In 2013 is een huisarts in Tuitjenhorn door de Inspectie voor de Gezondheidszorg (IGZ) geschorst wegens het toepassen van een soort van spoed-"euthanasie" (met 1 gram morfine en 350mg midazolam, een bewuste overdosis ten opzichte van de hoeveelheden bij palliatieve sedatie) zonder aan de formaliteiten te voldoen. Naar aanleiding van een melding door het opleidingsinstituut waar de coassistent die de injectie had moeten klaarmaken studeerde, heeft het OM een strafrechtelijk onderzoek ingesteld. De huisarts pleegde vervolgens zelfmoord, waarna het OM het strafrechtelijk onderzoek overeenkomstig art. 69 Sr gesloten heeft. Er ontstond onrust onder artsen over een mogelijk te repressief beleid van de IGZ en het OM op het gebied van euthanasie en palliatieve sedatie en de vraag werd gesteld of er wel begrip voor bestond dat het soms noodzakelijk was om – gemotiveerd – van richtlijnen af te wijken. Er heeft een brede evaluatie plaatsgevonden van het handelen van betrokken instanties in de kwestie. De evaluatiecommissie stelt dat het IGZ en OM grosso modo juist gehandeld hebben, al plaatst de commissie daarbij wel enkele kritische kanttekeningen.
Weduwe Elly Spaansen stelt dat haar man Theo niet door de huisarts is vermoord. De Raad van State oordeelde bovendien op 1 juni 2016 dat '[d]e inspecteur voor de volksgezondheid in oktober 2013 aan een huisarts in Tuitjenhorn niet het bevel had mogen geven gedurende zeven dagen geen zorg meer te verlenen'.
Zo blijft het in dit dossier onduidelijk welke zorgvuldigheidseisen zijn overtreden.

## Duo-euthanasie
Duo-euthanasie is gezamenlijke euthanasie van twee partners. Deze moeten daarvoor ieder afzonderlijk aan de voorwaarden voor euthanasie voldoen.
Er waren in 2022 29 gevallen van duo-euthanasie (dat waren 58 van de 8720 gevallen van euthanasie).
Een in Nederland bekend geval van duo-euthanasie is dat van Dries van Agt en zijn vrouw Eugenie op 5 februari 2024.